# Pachinko

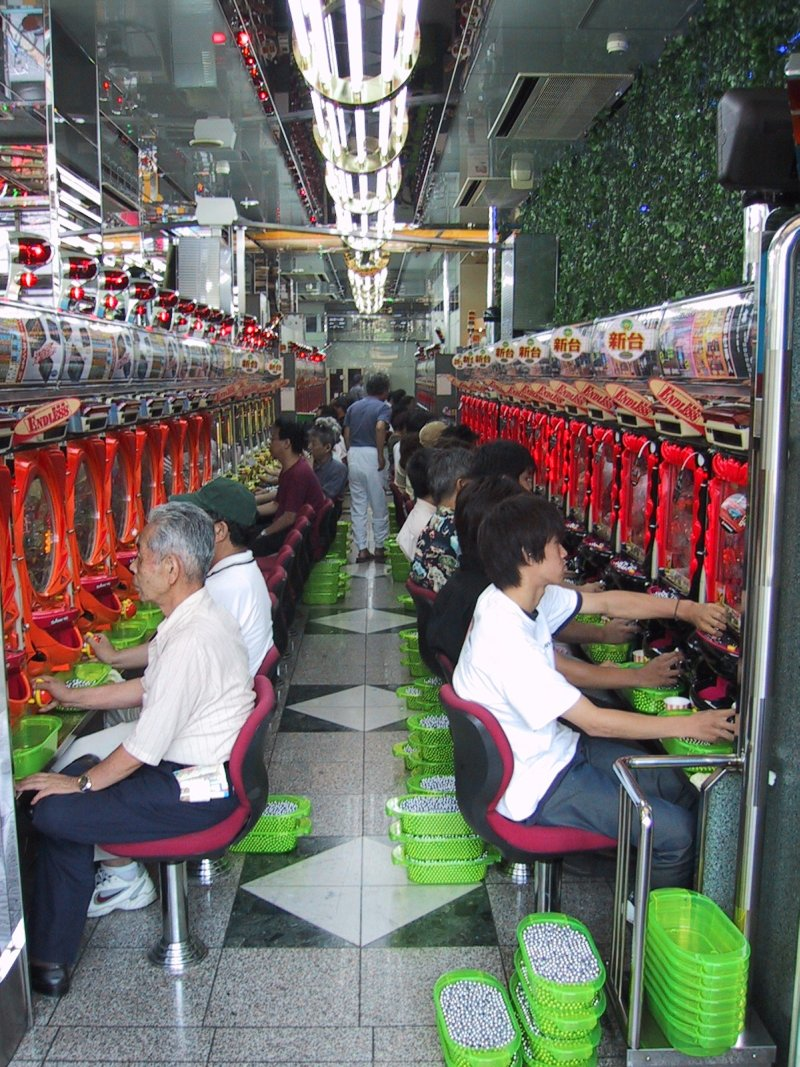
Salón de pachinko

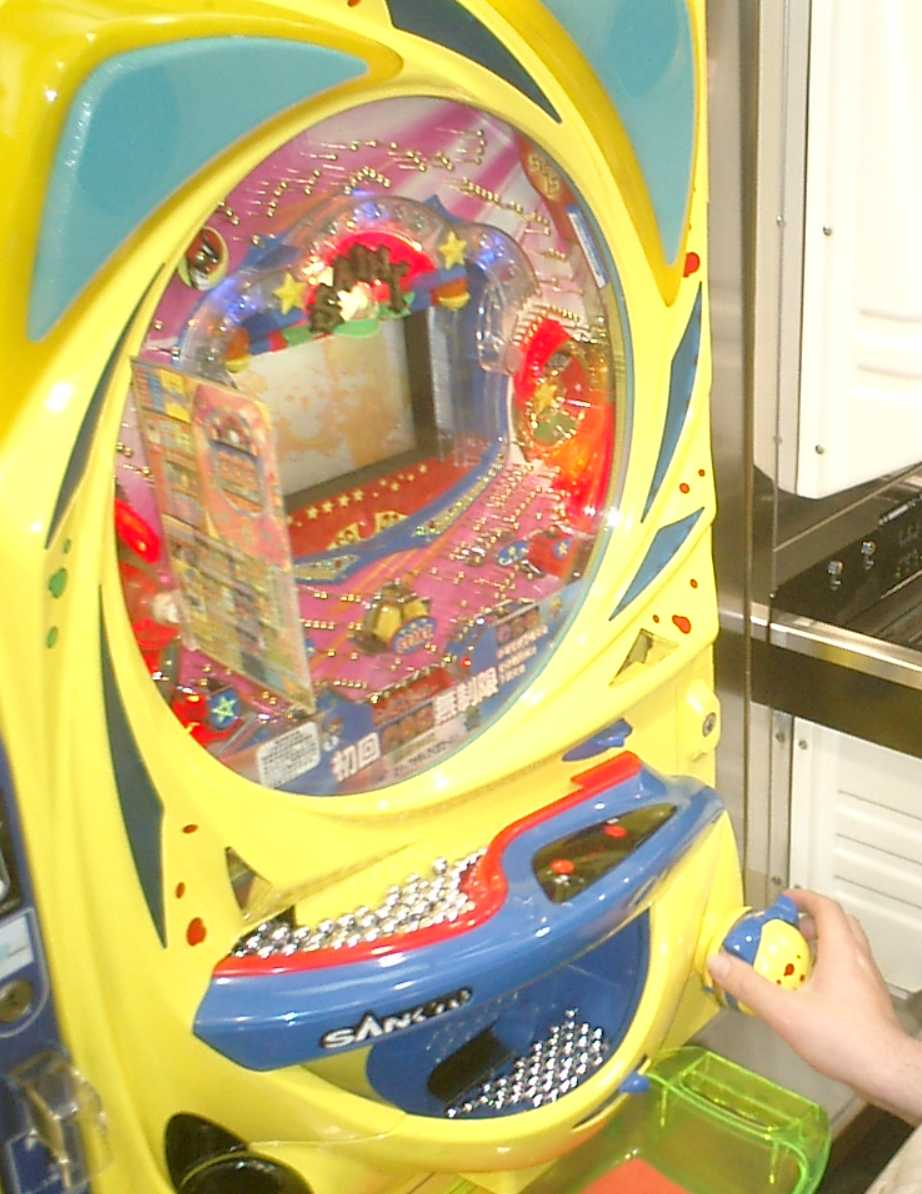
Máquina de pachinko

El pachinko (パチンコ?) es un sistema de juegos muy similar al de los pinballs. Estas combinan un moderno sistema de vídeo con el clásico pinball. Se dice que fue inventado alrededor de los años en que Japón se encontraba sumido en la Segunda Guerra Mundial en la ciudad japonesa de Nagoya.[cita requerida] Estos Pachinko están distribuidos por Japón en unas «pachinko-parlors» (パチンコパレス) y son un sistema de juegos de casino totalmente legales.

## Modo de juego
El pachinko consiste en que el jugador debe comprar una gran cantidad de bolitas de acero y luego insertarlas en la máquina. En el centro de la máquina hay una especie de regulador que, al tirar las bolitas, gira haciendo que estas salgan lanzadas hacia abajo, donde la mayoría cae al fondo de la máquina sin proporcionar premio, y muy pocas realmente caen en unas especies de pequeñas puertas que bonifican ganando más bolas, siendo esto último el objetivo del juego.

## Premios
Se gana al tener gran cantidad de bolitas, que el jugador puede usar para seguir jugando, o para cambiarlas por premios. Cuando el jugador quiere cambiar sus bolitas ganadas, presiona un interruptor en la parte superior de su estación de juego para llamar a un miembro del personal del local, que lleva las bolitas ganadas hacia un contador automático, para ver cuántas hay. Después de registrar la cantidad de bolitas ganadas por el jugador y el número de la máquina usada, el encargado le entrega un boleto al jugador con el registro de las bolitas ganadas. El jugador luego lleva el boleto al centro de cambio del local, donde decide por cuál premio cambiar su boleto. Entre los premios disponibles siempre habrá uno conocido como "premio especial", que es  típicamente algo plateado o dorado dentro de una pequeña caja de plástico, que se puede vender por dinero en efectivo en un establecimiento que siempre es vecino al local de pachinko.
Los premios especiales se obtienen dependiendo del número de bolitas ganadas. Por ejemplo, un premio especial valorado en 1500 yenes fuera del local, se le ofrece al cliente por cada 400 bolitas ganadas, asumiendo que cada bolita le costó originalmente 4 yenes. La gran mayoría de los jugadores eligen los premios especiales a cambio de sus bolitas, eligiendo los otros premios solo cuando la cantidad de bolitas no alcanza para un premio especial.
Aparte de los premios especiales, también hay una amplia variedad de otros premios, como lápices, encendedores, electrodomésticos, juguetes o cigarrillos.
Es importante aclarar que, como los juegos de casino están prohibidos en Japón, la forma que las empresas de pachinko han encontrado para burlar esta ley ha sido el entregar regalos en lugar de dinero directamente. Los regalos recibidos son cambiados (o vendidos) por dinero en otra empresa que generalmente está muy cerca del pachinko pero que siempre se consideran dos empresas o negocios completamente diferentes. 
Teóricamente el acceso a estos lugares está prohibido para extranjeros que no sean residentes permanentes. Como el sistema de visas de trabajo en Japón define exactamente lo que puede hacer cada persona que la posee, ninguna visa permite el juego con fines de lucro. Aunque ni la policía ni inmigración supervisa esto, un extranjero podría perder su visa y ser expulsado del país, de ser encontrado jugando dentro de un pachinko.